# 城市剧院 (巴黎)
城市剧院（Théâtre de la Ville）是奥斯曼男爵在巴黎改造期间，于1860-1862年在巴黎夏特雷广场所建的两个剧院之一，另一个是夏特雷剧院。
该剧院有许多曾用名：例如莎拉·伯恩哈特剧院（Théâtre Sarah-Bernhardt，1899-1941，1947-1957年）。
1871年5月21日，阿道夫·梯也尔的军队进攻巴黎公社期间，该剧院几乎完全被烧毁。歌剧公司不久后破产。该剧院重建于1874年，1876年更名为历史剧院（Théâtre Historique），1879年在更名为国家剧院（Théâtre des Nations）。

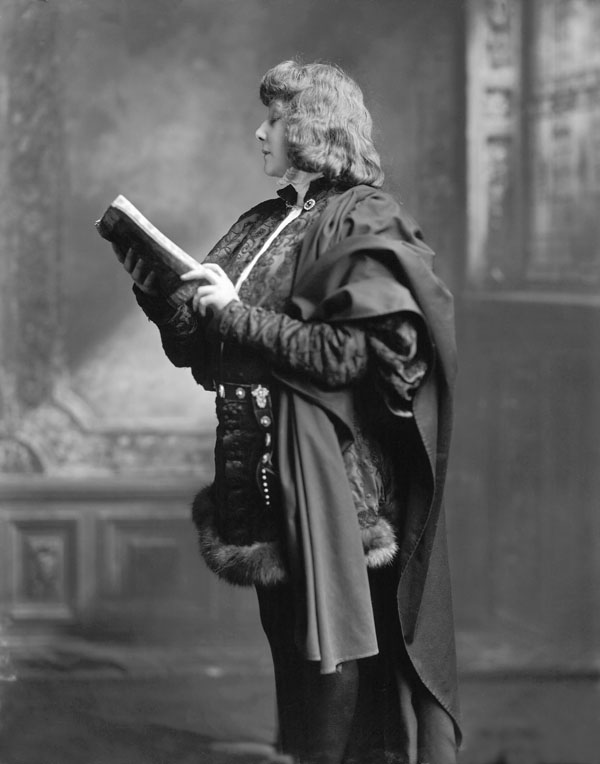
莎拉·伯恩哈特哈姆雷特（1899）

1899年，该剧院以著名女演员莎拉·伯恩哈特命名为莎拉·伯恩哈特剧院，直到二战期间德国占领期间，因伯恩哈特的犹太血统而更名。
佳吉列夫的俄罗斯芭蕾舞团在莎拉·伯恩哈特剧院举行了数次首映式，包括斯特拉文斯基的《阿波罗》（1928年6月12日）和修订后的《雷纳德》（1929年5月21日）等。
该剧院在1968年首次命名为城市剧院。1970年代后期以来，该机构创作大量舞蹈表演被视为现代舞领域的一个真正的国际成就。

## 2020新冠疫情影響
因應疫情推出「電話詩歌諮商」的免費遠距藝文服務，召集了23種不同語言的專業劇場演員，以電話的形式進行演出，與全球民眾對談、朗誦選詩。